# Караев, Омуркул Караевич
Омуркул Караевич Караев (кирг. Өмүркул Кара уулу Караев (Кара уулу); 15 октября 1930, Сайлык, Киргизская АССР — 18 сентября 2002) — советский и кыргызстанский историк-востоковед, доктор исторических наук, профессор, заведующий отделом истории Кыргызстана с древнейших времен до конца XIX века Института истории, археологии и этнологии имени Б. Джамгерчинова НАН КР (1999—2002), специалист по истории тюркских народов.

## Биография
Родился 13 октября 1930 года в селе Сайлык в Чуйской области. В 1937—1946 годах учился в Сайлыкской семилетней школе и Акбешимской средней школе, а в 1946—1947 годах — в Бишкекской средней школе № 5. На протяжении года работал учителем в Кёкджарской средней школе в Кочкорском районе.
В 1948—1952 годах обучался на историческом факультете Киргизского государственного института (ныне Кыргызский национальный университет). В 1952—1958 годах преподавал историю в Ноокатском, Узгенском и Аксуском районах.
В 1958 году поступил в аспирантуру Института востоковедения АН СССР в Москве, где обучался у Е. А. Беляева. В 1963 году в Москве защитил диссертацию «Арабско-персидские источники XII века о кыргызах и Кыргызстане» и получил учёную степень кандидата исторических наук. Стал первым кыргызским ученым, защитившим диссертацию по арабо-персоязычным источникам Средних веков, и один из первых кыргызских востоковедов.
Работал в Институте истории, археологии и этнологии АН Киргизской ССР, занимал должности младшего, старшего и ведущего научного сотрудника, заведующего сектором исторических источников отдела тюркологии (1970—1975), заведующего сектором древней и средневековой истории (1975—?), заведующего отделом рукописей и публикаций (1987—1994), заведующего сектором источниковедения отдела истории Кыргызстана с древнейших времен до конца XIX века (1994—1999) и заведующего отделом истории Кыргызстана с древнейших времен до конца XIX века (1999—2002).
В 1984 году в Ташкенте в Институте востоковедения имени Абу Райхана Беруни защитил диссертацию «История Караханидского каганата (X — начало XIII вв.)» и получил учёную степень доктора исторических наук.
Умер 18 сентября 2002 года.

## Научная деятельность
Область научных исследований — история кыргызов и других тюркских народов, а также государств на территории современного Кыргызстана, в том числе Караханидского государства, Чагатайского улуса и Моголистана.
Читал арабо-персидских авторов IX—X веков в оригинале и переводил их, изучал сведения о торговых путях, городах, аулах и кишлаках, о быте, хозяйстве, культуре, обычаях и традициях кыргызов в Средние века.
В 1970-х годах написал несколько статей по средневековой истории кыргызов и Кыргызстана для Киргизской советской энциклопедии.